# Helesu
Helesu (Heleço, Heleco) ist eine osttimoresische Aldeia im Suco Atabae (Verwaltungsamt Atabae, Gemeinde Bobonaro). 2015 lebten in der Aldeia 542 Menschen.

## Geographie
Helesu liegt im Süden des Sucos Atabae. Nördlich befinden sich die Aldeias Lolocolo, nordöstlich die Aldeias Saburapo und Fatubesi. Im Süden grenzt Helesu an den Suco Hataz. Jenseits des Flusses Nunura liegt das das Verwaltungsamt Cailaco mit seinen Sucos Purugua und Atudara. Die Südgrenze bildet der Hatoleai, ein Nebenfluss des Nunura. Im Tal des Nunura führt durch den Osten Helesus, parallel zum Fluss eine Straße, an der der Hauptteil der Besiedlung liegt. Ein kleiner Teil der Straße gehört zur Aldeia Saburapo, die bis hierher in Helesu hineinreicht. Nördlich von diesem Abschnitt befindet sich an der Straße der Ort Dirularan mit den Sitzen des Sucos und der Aldeia, einer Grundschule und einer Kapelle. Südlich liegt der Ort Koilima. Am Hatoleai liegt weiter westlich hinter einem Bergkamm der Weiler Atumate.

## Geschichte
Am 4. Januar 1998 führte João da Costa Tavares eine Gruppe aus Halilintar-Milizionären und verschiedenen Teilen des indonesischen Militärs. In Koilima folterten sie und erschossen anschließend vier Osttimoresen, die man verdächtigte, Unabhängigkeitsaktivisten zu sein.

## Politik
2023 wurde Natalino Tavares um Chefe de Aldeia gewählt.